# Châtillon-sur-Colmont
Châtillon-sur-Colmont är en kommun i departementet Mayenne i regionen Pays de la Loire i nordvästra Frankrike. Kommunen ligger i kantonen Gorron som tillhör arrondissementet Mayenne. År 2022 hade Châtillon-sur-Colmont 960 invånare.

## Befolkningsutveckling
Antalet invånare i kommunen Châtillon-sur-Colmont
| Referens: INSEE |